# 랜드마크 판례 목록
랜드마크 판례 목록은 전 세계의 랜드마크 판례들을 모은 것이다.

## 미국
미국의 랜드마크 판례는 미국 연방 대법원의 판례가 대부분이지만 미국 연방 항소법원의 판례도 있다.

## 같이 보기
- 판례 인용법